# Jamiroquai
Jamiroquai er et engelsk Acid jazz og funkband med forsangeren Jay Kay. 
Bandet blev dannet i 1992 i London og fik op gennem 1990'erne stor succes med hits som "Too Young to Die", "Blow Your Mind" og "Space Cowboy" på deres to første albums. Jamiroquais  kommercielle succes kom dog i 1996 med pladen Travelling Without Moving og numre som "Cosmic Girl" og "Virtual Insanity", hvis prisvindende musikvideo via musik-tv-kanalen MTV bl.a. hjalp bandet til at opnå stor international udbredelse.[kilde mangler] De senere albumudgivelser Synkronized og i 2001 A Funk Odyssey blev massive kommercielle succeser, på trods af mindre opmærksomhed i USA. I 2005 udkom albummet Dynamite. Udgivelsen blev indvarslet af singleforløberen "Feels Just Like It Should" og siden "Seven Days In Sunny June".
Dynamite er produceret af bandets frontmand Jay Kay i samarbejde med Mike Spencer.
I 2006 udgav bandet et opsamlingsalbum med titlen High Times – 1992/2006. Albummet indeholder foruden hits som "Too Young To Die", "Virtual Insanity" og "Deeper Underground" også to nye numre. 
D. 1. november 2010 udgav bandet albummet Rock Dust Light Star, hvor singlerne White Knuckle Ride, Blue Skies og Lifeline er på.

## Diskografi
- 1993 Emergency on Planet Earth
- 1994 The Return of the Space Cowboy
- 1996 Travelling Without Moving
- 1999 Synkronized
- 2001 A Funk Odyssey
- 2005 Dynamite
- 2010 Rock Dust Light Star
- 2017 Automaton [1] [2]